# Soukhoï Su-30MKI
Le Soukhoï Su-30MKI (MKI pour « Modernizirovanniy Kommercheskiy Indiskiy » ; code OTAN : « Flanker-H ») est un avion de chasse biréacteur multirôle spécialisé dans la supériorité aérienne développé par l'entreprise russe Soukhoï et construit sous licence par Hindustan Aeronautics (HAL) pour la force aérienne indienne. Dérivé du Soukhoï Su-30, c'est un chasseur lourd à long rayon d'action.

## Historique
Les premiers sont livrés en 1996, 200 Su-30K/MKI sont réceptionnés au total en août 2014. Le total prévu en 2018 est de 330 appareils. 50 Su-30MKI avec empennages canards et poussée vectorielle ont été achetés en Russie, les autres - fabriqués sous licence par HAL - sont en service depuis 2004.
Les Su-30MKI (A) ou Su-30MKA sont une version destinée à l'Algérie dérivée du MKI.

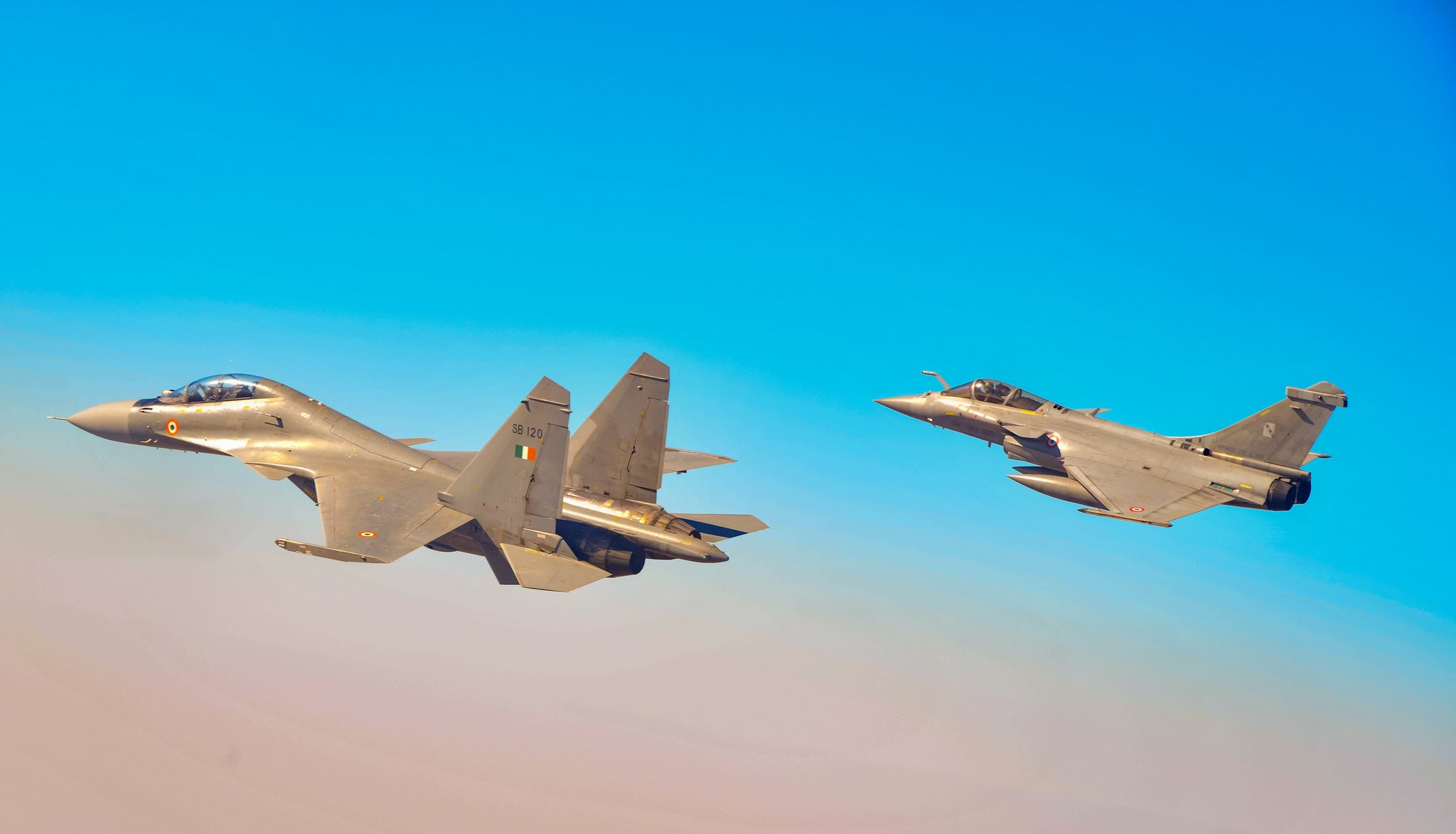
Lors de Garuda VII, un Su-30MKI avec un Rafale français.

## Accidents
Le 12 juin 1999, au Salon du Bourget, un Su-30MKI s'écrase lors d'un vol d'entraînement, peu de temps avant l'ouverture des démonstrations publiques.
Huit Su-30MKI ont été perdus par la force aérienne indienne, *19 mai 2015 sur la BA de Tezpur, le dernier le 8 août 2019.

### Engagements
Lors de l'Opération Sindoor, le 10 mai 2025,  ils furent engagés pour des frappes sur les bases pakistanaises,.